# جائزة فرنسا الكبرى 2001
جائزة فرنسا الكبرى 2001 (بالفرنسية: Grand Prix automobile de France 2001)‏ هو سباق فورمولا 1 أقيم بتاريخ 1 يوليو 2001 في حلبة نيفير مانيي كور، برغونية، فرنسا. كان العاشر من أصل 17 في بطولة العالم لسباقات الفورمولا واحد موسم 2001. حلّ الألماني مايكل شوماخر أولا بينما جاء الألماني رالف شوماخر في المركز الثاني وحصل على المركز الثالث البرازيلي روبنز باركيلو.